# Nangal Thakran
Nangal Thakran è una suddivisione dell'India, classificata come census town, di 3.558 abitanti, situata nel distretto di Delhi Nord Ovest, nello territorio federato di Delhi. In base al numero di abitanti la città rientra nella classe VI (meno di 5.000 persone).

## Geografia fisica
La città è situata a 28° 47' 45 N e 77° 00' 45 E.

## Società

### Evoluzione demografica
Al censimento del 2001 la popolazione di Nangal Thakran assommava a 3.558 persone, delle quali 1.917 maschi e 1.641 femmine. I bambini di età inferiore o uguale ai sei anni assommavano a 507, dei quali 291 maschi e 216 femmine. Infine, coloro che erano in grado di saper almeno leggere e scrivere erano 2.561, dei quali 1.532 maschi e 1.029 femmine.